# Radzovce
Radzovce (bis 1948 slowakisch „Raďovce“; ungarisch Ragyolc) ist eine Gemeinde im Süden der Slowakei mit 1557 Einwohnern (Stand 31. Dezember 2024). Sie gehört zum Okres Lučenec, einem Kreis des Banskobystrický kraj und ist Teil der traditionellen Landschaft Novohrad.

## Geographie
Die Gemeinde befindet sich inmitten des Berglandes Cerová vrchovina am Bach Belina (Flusssystem Ipeľ) nahe der ungarischen Grenze. Das Ortszentrum liegt auf einer Höhe von 222 m n.m. und ist 15 Kilometer von Salgótarján (H) sowie 22 Kilometer von Lučenec entfernt.
Nachbargemeinden sind Biskupice und Belina im Norden, Čamovce und Šurice im Osten, Stará Bašta und Nová Bašta im Südosten, Šiatorská Bukovinka im Süden, Čakanovce im Westen und Ratka im Nordosten.

## Geschichte

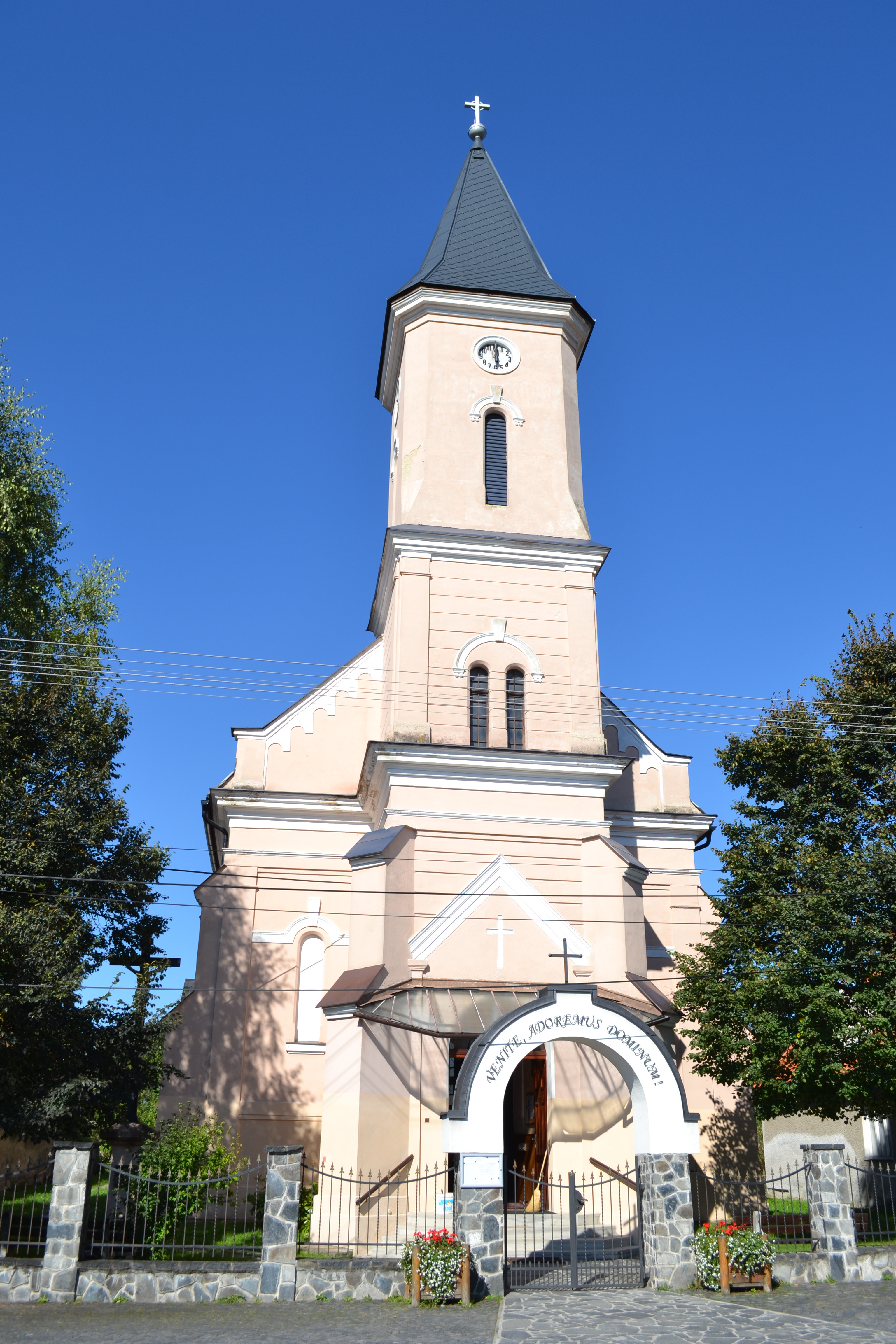
Lokale römisch-katholische Kirche

Der Ort wurde zum ersten Mal 1246 als Ragiank schriftlich erwähnt und entwickelte sich aus einer älteren Siedlung. Er gehörte zu verschiedenen Geschlechtern, darunter Ragyóczy im 14.–16. Jahrhundert. In der Neuzeit kam es zur Spaltung in zwei Orte namens Egyházasragyolcz und Kápolnásragyolcz, die mehrere Jahre gegenüber dem Osmanischen Reich (Sandschak Szécsény) tributpflichtig waren. Nach 1594 ging der erstgenannte Ort unter, in den 1680er Jahren kam es zur Entvölkerung des verbleibenden Ortes, erst gegen 1698 kehrten die meisten Einwohner zurück. 1828 zählte man 69 Häuser und 599 Einwohner, die in der Landwirtschaft und als Hirten beschäftigt waren. Im 19. Jahrhundert gab es Basalt- und Trachytbrüche, zudem ein Steinkohlebergwerk. Die Bergbauaktivität kam allerdings nach 1945 zum Erliegen.
Bis 1918/1919 gehörte der im Komitat Neograd liegende Ort zum Königreich Ungarn und kam danach zur Tschechoslowakei beziehungsweise Slowakei. 1938–1945 lag er auf Grund des Ersten Wiener Schiedsspruchs noch einmal in Ungarn. 1959 wurde das Gebiet der heutigen Gemeinde Šiatorská Bukovinka von Radzovce gespaltet.

## Bevölkerung
| Jahr                | 1994 | 2004    | 2014    | 2024    |
| ------------------- | ---- | ------- | ------- | ------- |
| Anzahl der Personen | 1620 | 1601    | 1553    | 1557    |
| Unterschied         |      | −1,17 % | −2,99 % | +0,25 % |

| Jahr                | 2023 | 2024    |
| ------------------- | ---- | ------- |
| Anzahl der Personen | 1548 | 1557    |
| Unterschied         |      | +0,58 % |

Gemäß der Volkszählung 2011 wohnten in Radzovce 1574 Einwohner, davon 1059 Magyaren, 404 Slowaken, 41 Roma, vier Tschechen und ein Jude. 65 Einwohner machten keine Angabe. 1357 Einwohner bekannten sich zur römisch-katholischen Kirche, 18 Einwohner zur evangelistischen Kirche, 12 Einwohner zur evangelischen Kirche A. B., sechs Einwohner zur evangelisch-methodistischen Kirche, jeweils fünf Einwohner zu den Siebenten-Tags-Adventisten und zur altkatholischen Kirche, vier Einwohner zur reformierten Kirche, drei Einwohner zu den Zeugen Jehovas und ein Einwohner zur tschechoslowakisch-hussitischen Kirche; neun Einwohner bekannten sich zu einer anderen Konfession. 74 Einwohner waren konfessionslos und bei 80 Einwohnern wurde die Konfession nicht ermittelt.

## Bauwerke
- römisch-katholische Maria-Königin-Kirche aus dem Jahr 1913
- Landsitz im Jugendstil aus dem Jahr 1894